# Bad Girl (bài hát của Madonna)
"Bad Girl" là một bài hát của ca sĩ người Mỹ Madonna nằm trong album phòng thu thứ năm của cô, Erotica (1992). Bài hát được sáng tác và sản xuất bởi Madonna và Shep Pettibone với sự tham gia hỗ trợ viết lời từ Anthony Shimkin. Đây là đĩa đơn thứ 3 trích từ album, phát hành ngày 22 tháng 2 năm 1993 bởi Maverick Records. Nội dung bài hát miêu tả một người phụ nữ không hạnh phúc trong cuộc sống bởi lối cư xử tồi tệ, xuất phát từ những nỗi buồn mà cô phải trải qua kể từ khi kết thúc mối quan hệ lãng mạn.
"Bad Girl" nhận được những đánh giá tích cực từ các nhà phê bình âm nhạc, trong đó họ tán thưởng sự tinh tế và thông điệp chung của bài hát. "Bad Girl" đạt những thành công khiêm tốn trên các bảng xếp hạng, đạt vị trí thứ 36 trên Billboard Hot 100 và thứ 10 trên UK Singles Chart, nhưng nhanh chóng rời khỏi bảng xếp hạng. Madonna chỉ biểu diễn ca khúc trực tiếp đúng một lần, trong chương trình Saturday Night Live vào tháng 1 năm 1993.

## Danh sách bài hát
| Đĩa 7" tại và cassette tại Mỹ / Đĩa CD 3" tại Nhật (5439-18650-7, 5439-18650-4 / WPDP-6321) 1. "Bad Girl" (chỉnh sửa) – 4:38 2. "Fever" (Album) – 5:00 Đĩa 12" maxi tại Mỹ (9362-40793-0) 1. "Bad Girl" (Mix mở rộng) – 6:29 2. "Fever" (12" mở rộng) – 6:08 3. "Fever" (Shep's Remedy Dub) – 4:29 4. "Fever" (Murk Boys Miami Mix) – 7:10 5. "Fever" (Murk Boys Deep South Mix) – 6:28 6. "Fever" (Oscar G's Dope Mix) – 4:55 Đĩa CD maxi tại Mỹ và Úc (9362-40793-2) 1. "Bad Girl" (chỉnh sửa) – 4:38 2. "Fever" (Murk Boys Miami Mix) – 7:10 3. "Fever" (Extended 12") – 6:08 4. "Bad Girl" (Extended Mix) – 6:29 5. "Fever" (Murk Boys Deep South Mix) – 6:28 6. "Fever" (Hot Sweat 12") – 7:55 | Đĩa CD, 12" tại Vương quốc Anh (9362-40789-2 / 9362-40789-0) 1. "Bad Girl" (chỉnh sửa) – 4:38 2. "Erotica" (William Orbit 12") – 6:07 3. "Erotica" (William Orbit Dub) – 4:53 4. "Erotica" (Madonna's in My Jeep Mix) – 5:46 Đĩa 7", Cassette tại Vương quốc Anh (5439-18556-7 / W0154C, 5439-18580-4) 1. "Bad Girl" (chỉnh sửa) – 4:38 2. "Erotica" (William Orbit Dub) – 4:53 Đĩa 7" tại châu Âu (5439-18556-7) 1. "Bad Girl" (chỉnh sửa) – 4:38 2. "Deeper and Deeper" (Shep's Deep Bass Dub) – 5:00 Đĩa CD, 12" tại Pháp và châu Âu (9362-40812-9 / 9362-40810-0) 1. "Bad Girl" (chỉnh sửa) – 4:38 2. "Deeper and Deeper" (Shep's Deep Bass Dub) – 5:00 3. "Deeper and Deeper" (Shep's Deepstrumental) – 5:31 |

## Xếp hạng
| Bảng xếp hạng (1993)      | Vị trí cao nhất |
| ------------------------- | --------------- |
| Australian Singles Chart  | 32              |
| Canadian Singles Chart    | 20              |
| Dutch Top 40              | 34              |
| French Singles Chart      | 44              |
| German Singles Chart      | 47              |
| Irish Singles Chart       | 20              |
| Italian Singles Chart     | 3               |
| New Zealand Singles Chart | 35              |
| Swiss Singles Chart       | 25              |
| UK Singles Chart          | 10              |
| US Billboard Hot 100      | 36              |
| US Pop Songs              | 26              |

| Bảng xếp hạng (1993)  | Vị trí |
| --------------------- | ------ |
| Italian Singles Chart | 57     |